# Mickey, la magie de Noël
Série Tous en boîte
Mickey, le club des méchants
Pour plus de détails, voir Fiche technique et Distribution.
Mickey, la magie de Noël (Mickey's Magical Christmas: Snowed In at the House of Mouse) est film de Noël de courts-métrages avec Mickey Mouse, sortie directement en vidéo le 6 novembre 2001 aux États-Unis et le 7 décembre 2001 en VHS et 4 décembre 2002 en DVD en France.
Les courts-métrages sont entrecoupés de séquences inédites inspirées de la série télévisée Disney's tous en boîte (House of Mouse, 2001-03), mettant en scène beaucoup de personnages de Disney avec une intrigue fil rouge: Mickey, Donald, Minnie, Daisy et Pluto; mais aussi Dingo, Riri, Fifi et Loulou et des personnages de films classiques de Disney comme caméo visuel plus ou moins discret ou bien avec des répliques ou chansons courtes : Winnie l’ourson, La Belle et la Bête, Aladdin, Alice au pays des Merveilles, Hercule, Cendrillon, Le Roi lion, La Petite Sirène, Dumbo, Pinocchio, Blanche-Neige et Les sept nains, Merlin l’enchanteur, Les trois petits cochons, Mary Poppins, Le Livre de la Jungle, Mulan, Mélodie du Sud, Robin des Bois, Kuzco, l’Empereur mégalo, Fantasia, Tic et Tac, Bambi et La Belle et le Clochard.

## Synopsis
Après le show de Noël, Mickey et tous ses célèbres amis dont, entre-autres, Dingo, Belle, Ariel, Jafar et Winnie se retrouvent bloqués par une tempête de neige. Pris au pièges, ils ne peuvent rentrer chez eux pour fêter Noël en famille. Ils décident alors de faire contre mauvaise fortune, bon cœur en réveillonnant tous ensemble. Seul Donald reste désespérément bougon. Mickey, bien décidé à le convaincre de s'amuser, décide de lui présenter des films reprenant l'esprit de Noël...

## Fiche technique
- Titre français : Mickey, la magie de Noël
- Titre original : Mickey's Magical Christmas: Snowed In at the House of Mouse
- Réalisation : Tony Craig et Roberts Gannaway
- Scénario : Thomas Hart
- Musique : Michael Tavera
- Production : Melinda Rediger
- Producteurs exécutifs : Roberts Gannaway et Tony Craig
- Société de production : Walt Disney Pictures et Walt Disney Television Animation
- Société de distribution : Buena Vista Home Entertainment
- Pays d'origine :  États-Unis
- Langue originale : anglais américain
- Durée : 65 minutes
- Dates de sortie :
  - Direct en vidéo :
    - États-Unis : 6 novembre 2001
    - France : 7 décembre 2001 (en VHS) ; 4 décembre 2002 (en DVD)

## Cartoons repris
- Donald fait du patin (Donald On Ice, 1999) issue de la série Mickey Mania, saison 2;
- L'Arbre de Noël de Pluto (Pluto's Christmas Tree, 1952) ;
- Casse-Noisette (The Nutcracker, 1999), issu de la série Mickey Mania, saison 2;
- Le Noël de Mickey (Mickey's Christmas Carol, 1983)

Les courts-métrages sont entrecoupés de séquences inédites inspirées de la série télévisée Disney's tous en boîte (House of Mouse, 2001-03).

## Distribution

### Voix originales
- Wayne Allwine : Mickey Mouse
- Russi Taylor : Minnie Mouse
- Tony Anselmo : Donald Duck
- Bill Farmer : Dingo / Naf-Naf
- Corey Burton : Grincheux / Ludiwg von Drake
- Tress MacNeille : Daisy Duck
- Eddie Caroll : Jiminy Cricket
- Jonathan Freeman : Jafar
- Kevin Schon : Timon
- Ernie Sabella : Pumbaa
- Jeff Bennett : Lumière
- Paige O'Hara : Belle
- Robby Benson : La Bête
- Jodi Benson : Ariel
- Pat Carroll : Ursula
- Mark Moselay : Mushu
- Jennifer Hale : Cendrillon
- Bobbi Page : Jasmine
- Peter Cullen : Bourriquet
- J.P. Manoux : Kuzco

### Voix françaises
- Laurent Pasquier : Mickey Mouse
- Marie-Charlotte Leclaire : Minnie Mouse
- Sylvain Caruso : Donald Duck / Gus
- Gérard Rinaldi : Dingo / Grincheux
- Sybille Tureau : Daisy Duck
- Alain Dorval : Pat Hibulaire
- Emmanuel Curtil : Le Chapelier toqué / Willie le Géant / Simba / Big Ben
- Michel Elias : le narrateur / Jafar / Pumbaa
- Roger Carel : Jiminy Cricket / Ludwig von Drake
- Michel Mella : Mushu / Panchito Pistoles
- Claire Guyot : Ariel
- Bénédicte Lécroart : Belle
- Emmanuel Jacomy : La Bête
- Daniel Beretta : Lumière
- Laura Blanc : Cendrillon
- Valérie Siclay : Blanche-Neige
- Hervé Rey : Peter Pan
- Kelyan Blanc : Pinocchio
- Philippe Catoire : le Capitaine Crochet
- Perrette Pradier : Ursula
- Guy Chapellier : Hadès
- Christophe Lemoine : Kuzco
- Mark Lesser : Timon
- Guillaume Lebon : Aladdin
- Magali Barney : Jasmine
- Wahid Lahamra : Bourriquet

## Fin
La compilation se termine par une chanson de Noël interprétée par de nombreux personnages Disney, en français par :
- Lumière : Daniel Beretta
- Donald : Sylvain Caruso
- Jasmine : Karine Costa
- Aladdin : Emmanuel Dahl
- Pumba : Michel Elias
- Ariel : Marie Galey
- Belle : Bénédicte Lécroart
- Timon : Marc Lesser
- Mickey : Laurent Pasquier
- Dingo : Gérard Rinaldi
- Les Souris de Cendrillon : Michel Costa & George Costa